# Centre Demòcrata Andorrà
El Centre Demòcrata Andorrà (CDA) fou un partit polític democratacristià d'Andorra. Estava afiliat a la Internacional Demòcrata de Centre.
El partit es va presentar per primera vegada a les eleccions nacionals el 2005, quan es va presentar en coalició amb Segle 21. Estava representat al Consell General d'Andorra per Enric Tarrado. El seu president era Josep Maria Cosan i el vicepresident Robert Albos. L'aliança va rebre el 10,7% dels vots i va obtenir dos escons.
El 2005, les dues parts es van fusionar oficialment, creant Nou Centre.
El 2009 va refundar-se i canviar-se el nom per Nou Centre per integrar-se posteriorment a la coalició reformista liderada pel Partit Liberal d'Andorra.